# Herbert W. Armstrong
Herbert W. Armstrong (Des Moines, Iowa; 31 de julio de 1892 - Pasadena, California; 16 de enero de 1986) fue un teólogo y autor estadounidense, fundador de la Iglesia de Dios Universal, así como del Colegio Embajador (Ambassador College) (más tarde Universidad Embajador). Fue uno de los pioneros de la radio y tele-evangelismo, originalmente con transmisiones de radio en Eugene, Oregón.

## Biografía
Armstrong predicó un conjunto ecléctico de doctrinas y enseñanzas teológicas. Estas doctrinas teológicas y enseñanzas son conocidas como Armstrongismos. Sus enseñanzas incluyen la interpretación de la profecía bíblica a la luz de israelismo británico, y la observancia de las prescripciones del Antiguo Testamento que incluye en Sabbat, las prohibiciones alimenticias, y otros "días santos" del Antiguo Testamento.
Armstrong proclamó que detrás de los acontecimientos mundiales durante su tiempo de vida se cernía varias profecías bíblicas, y que fue llamado por Dios como un "apóstol del tiempo del fin" "un Elías para el tiempo del fin" para anunciar el Evangelio del Reino de Dios para el mundo antes del regreso de Jesucristo. Sus doctrinas definitivas están contenidas principalmente en su libro "El Misterio de los Siglos" escrito y publicado poco antes de su muerte
También fundó la Fundación Cultural Internacional Ambassador, que promovió las artes, las humanidades y los proyectos humanitarios. A través de su papel en la fundación, Armstrong y sus asesores se reunieron con los jefes de los gobiernos de varias naciones, describéndose a sí mismo como un "embajador sin cartera para la paz mundial".
Poco después de su muerte, su iglesia fue considerada una secta. Se descubrió que cometían abusos físicos y psicológicos, violaciones y privaciones de libertad contra miembros de su propia iglesia.